# Günter Prey
Günter Prey (* 13. April 1930 in Berlin; † 7. Mai 1983) war ein deutscher Politiker (SED). Er war von 1967 bis 1974 Minister für Wissenschaft und Technik der DDR.

## Leben
Prey, Sohn eines Kaufmanns, besuchte die Volks- und die Mittelschule. Von 1947 bis 1949 studierte er Chemie und Ingenieurökonomie an der Chemie-Ingenieurschule Groß-Berlin mit dem Abschluss als Chemo-Techniker. Von 1949 bis 1951 arbeitete er als Chemo-Techniker im VEB Plasta Erkner. Ein weiteres Studium 1951/52 an der Chemie-Ingenieurschule beendete er als Chemie-Ingenieur. 1952/53 war er Leiter der Produktionsabteilung des VEB Plasta Erkner. Im Jahr 1953 wurde er Mitglied der Sozialistischen Einheitspartei Deutschlands (SED). Von 1953 bis 1959 war er als Hauptkontrolleur bei der Zentralen Kommission für Staatliche Kontrolle (ZKSK), Abteilung Chemie, tätig. Ein Fernstudium an der TH Dresden von 1951 bis 1959 schloss er als Diplom-Ingenieurökonom ab. Im Juli 1959 wurde er stellvertretender Aufbauleiter und im August 1960 Direktor des VEB Chemiefaserkombinat Guben. Ab 1960 war er Kandidat und 1962 bis 1964 Mitglied der SED-Bezirksleitung Cottbus. Im Januar 1963 wurde er auf dem VI. Parteitag der SED zum Kandidaten und am 5. Dezember 1964 auf der 7. Tagung des ZK zum Mitglied des ZK der SED gewählt. Dem ZK gehörte er bis zum VIII. Parteitag im Juni 1971 an.
1966/67 fungierte er als Stellvertreter des Ministers für Chemische Industrie der DDR. Im Juli 1967 wurde er zum Mitglied des Ministerrates und Minister für Wissenschaft und Technik in der Regierung Stoph berufen. Gleichzeitig war er ab 1968 stellvertretender Vorsitzender des Forschungsrats der DDR. Am 14. Februar 1974 wurde er vom neuen Regierungschef Horst Sindermann als Minister abgelöst und erneut als stellvertretender Minister für Chemische Industrie bestätigt. Im April 1974 übernahm sein Nachfolger als Minister, Herbert Weiz, auch die bisher von ihm ausgeübte Funktion des Leiters der DDR-Delegation im Komitee des Rates für gegenseitige Wirtschaftshilfe (RGW) für wissenschaftlich-technische Zusammenarbeit. Am 27. September 1974 wurde er auch als Mitglied des Ministerrates abberufen. Die Funktion des stellvertretenden Ministers für Chemische Industrie übte er bis Mai 1982 aus und war anschließend bis zu seinem Tod im Mai 1983 Direktor des Zentralen Informationsinstituts der chemischen Industrie in Berlin-Johannisthal.

## Auszeichnungen
- 1965 Vaterländischer Verdienstorden in Bronze und 1970 in Silber
- 1979 Ehrentitel Verdienter Chemiearbeiter der Deutschen Demokratischen Republik